# Macrobathra peraeota
Macrobathra peraeota is een vlinder uit de familie prachtmotten (Cosmopterigidae). De wetenschappelijke naam van deze soort is voor het eerst geldig gepubliceerd in 1921 door Meyrick.
De soort komt voor in tropisch Afrika.